# Dendrophorbium chingualense
Dendrophorbium chingualense là một loài thực vật có hoa trong họ Cúc. Loài này được (Cuatrec.) S.Díaz & Cuatrec. mô tả khoa học đầu tiên năm 1999.